# Rhizocarpon norvegicum
Rhizocarpon norvegicum är en lavart som beskrevs av Veli Johannes Paavo Bartholomeus Räsänen. Rhizocarpon norvegicum ingår i släktet Rhizocarpon, och familjen Rhizocarpaceae. Arten är reproducerande i Sverige.